# Ráksi, Somogy
Ráksi  este un sat în districtul Kaposvár, județul Somogy, Ungaria, având o populație de 469 de locuitori (2011). 

## Demografie
Componența etnică a satului Ráksi
     Maghiari (96,69%)
     Romi (2,04%)
     Germani (1,27%)
Componența confesională a satului Ráksi
     Reformați (4,26%)
     Luterani (3,84%)
     Fără religie (3,2%)
     Atei (1,28%)
     Necunoscută (87,42%)
     Alte religii (2,77%)
Conform recensământului din 2011, satul Ráksi avea 469 de locuitori. Din punct de vedere etnic, majoritatea locuitorilor (96,69%) erau maghiari, existând și minorități de romi (2,04%) și germani (1,27%). Nu există o religie majoritară, locuitorii fiind reformați (4,26%), luterani (3,84%), persoane fără religie (3,2%) și atei (1,28%). Pentru 87,42% din locuitori nu este cunoscută apartenența confesională.